# Weber & Reichmann
Weber & Reichmann is een Tsjechisch historisch motorfietsmerk.
Weber & Reichmann, Maschinen- und Kettenfabrik, Warnsdorf (1923-1926).
Het Tsjechisch merk dat 142- en 172 cc tweetaktmodellen onder DKW-licentie bouwde. De motorblokken kwamen ook van DKW.